# Zygodon skujae
Zygodon skujae är en bladmossart som beskrevs av Nicolajs Malta 1926. Zygodon skujae ingår i släktet ärgmossor, och familjen Orthotrichaceae. Inga underarter finns listade i Catalogue of Life.